# Liste der Monuments historiques in Fontenilles
Die Liste der Monuments historiques in Fontenilles führt die Monuments historiques in der französischen Gemeinde Fontenilles auf.

## Liste der Bauwerke
| Bezeichnung      | Beschreibung              | Standort | Kennzeichnung | Schutzstatus | Datum | Bild           |
| ---------------- | ------------------------- | -------- | ------------- | ------------ | ----- | -------------- |
| Kirche St-Martin | Erbaut im 16. Jahrhundert | (Lage)   | PA00094331    | Inscrit      | 1979  | weitere Bilder |